# Zahirismo
El zahirismo o  zahiriyya (en árabe, Ẓāhiriyya que proviene de ẓāhir que significa "literal") fue una escuela teológica y jurídica islámica caracterizada por un acentuado literalismo coránico, manifestada por primera vez de forma oficial en el siglo IX en Isfahán (Persia). 
Su fundador fue Daud el-Zahiri (815-884). Fue un intento de volver a la pureza original del texto sagrado alejándose de la pretensión que otros juristas musulmanes aprovechaban para imponer sus opinión o intereses personales.
Esta escuela fue no solo una escuela teológica sino que también constituyó un madhab. Después de un éxito limitado y un declive en el Oriente Medio, la escuela zahirí floreció en el califato de Córdoba (Al-Ándalus, lo que hoy es España y Portugal), bajo la guía autorizada de Ibn Hazm. La escuela jurídica, que no dejaba otro espacio de referencia para el juez que el Corán y la Sunna, desapareció sin dejar apenas rastro, quedando las cuatro escuelas canónicas tras la caída de Al-Ándalus. 
Sin embargo, se dice que 'sobrevivió durante unos 500 años en varias formas' antes de 'fusionarse con la escuela hanbalí, aunque también se revivió a mediados del siglo XX en algunas regiones del mundo musulmán. A veces se considera un madhab del sunismo o una rama separada.

## Contexto
Desde el siglo VIII se desarrolló una disputa entre los partidarios de la tradición de la gente del hadiz y los que daban gran importancia a la opinión razonada y motivada, los 'partidarios de la opinión'.
Como subrayó Ibn Jaldún, los habitantes de la región del Hiyaz y en particular los de Medina, con razón o sin ella, eran considerados los más versados en el conocimiento de las tradiciones pero, con los abasíes, el centro de gravedad del mundo musulmán se había desplazado lógicamente a Bagdad, donde, sin embargo, los eruditos tenían un contacto menos directo con las tradiciones atribuidas a Mahoma, y donde algunos problemas como el de la agricultura tomaban más formas que en las regiones menos fértiles y casi totalmente en la aridez de La Meca.
En este ambiente cultural más rico y diverso, era inevitable que el razonamiento personal fuera tenido en alta estima. Esta línea no descuidaba la tradición, pero se pensaba que, aunque indispensable, debía completarse recurriendo a otros códigos. Al mismo tiempo, entre los chiitas, comenzó a afianzarse un movimiento de pensamiento que tendía hacia el esoterismo, llamado precisamente por sus opositores bāṭiniyya.
Este movimiento creía que más allá de todo lo evidente (ẓāhîr) había un significado oculto y esotérico (bāṭin). Esta orientación fue muy fuerte e incisiva bajo el califato del abasí Al-Mamún (813-833). El siglo VIII estuvo marcado por un ambiente intelectual esotérico generalizado, que puso en peligro los fundamentos del pensamiento islámico, como la naturaleza divina, los fundamentos del Corán y la actitud misma hacia la institución califal. También debe recordarse que, a pesar de un objetivo religioso sustancial, tendente a calmar la discusión sobre el monoteísmo islámico de toda una serie de superfetaciones, los mutazilíes se comprometieron con decisión a utilizar la herramienta del razonamiento en todos los campos, incluidos los de la fe religiosa y la revelación islámica. Como todos estos grupos habían tomado Irak como campo de batalla, es bastante normal que fuera allí donde apareciera una tendencia a reaccionar contra todos estos grupos.

## Doctrina
Daud el-Zahiri estudió en Bagdad con seguidores de la doctrina shafi'i, entre los que se encontraban Yahya ibn Ma'in o Ahmad bin Hanbal. Pasó así del rito hanafí, al que estaba unida su familia, al rito shafi'i. Así se acercó a los partidarios de la tradición (ahl al-hadith) y se distanció de los hombres de opinión (ashab ar-ra'i) de los que los hanafíes son los principales representantes. Fue solo después de consolidar su educación en Nishapur (en Jorasán) cuando regresó a Bagdad para escribir allí sus obras (852).
Cierta insatisfacción intelectual, quizás provocada por su estudio en profundidad del shafiismo, le llevó a fundar su propia escuela personal: el zahirismo.
Las fuentes de esta escuela fueron:
1. El Corán
2. el hadiz
3. El consenso (iyma) de los doctos, compañeros de Mahoma
4. La unanimidad de los doctos musulmanes, basada en el hadiz del que la umma nunca estaría de acuerdo en un error.
5. El istishab, el principio según el cual, es legítima la obra si un pasaje coránico, sunna o erudito no la prohíbe explícitamente.

Según Ibn Hazm, no había otras fuentes, por lo que rechazó el razonamiento deductivo (qiyas), la opinión personal del juez (raʾy), o la imitación de las decisiones de generaciones anteriores (taqlid).
Se cuenta que Daud el-Zahiri admitió el razonamiento por analogía (qiyas) en algunos casos que parecían evidentes, pero esto no está asegurado. Por otro lado, para el consenso (iyma), lo admitió solo en el caso del consenso de los compañeros de Mahoma basado en el hecho de que eran perfectamente conscientes de las intenciones del profeta.
Los zahiríes estaban entre los que pensaban que una mujer podría ser imán durante la oración. Para ello citaban el caso de Umm Waraqa, una mujer contemporánea de Mahoma, que había memorizado todo el Corán y a quien Mahoma la dio permiso para dirigir las oraciones.
Daud el-Zahiri  fue fuertemente criticado por los juristas contemporáneos. Los shafiíes, especialmente, consideraban a la escuela zahirita como la peor de todas. Según los seguidores de los otros madhhabs, el rechazo del razonamiento deductivo (qiyās) hizo que los zahiríes no fueran aptos para ejercer la función de juez. Daud también fue acusado de ser ignorante y hereje. Ahmad ibn Hanbal, el fundador del madhhab hanbalí, no tenía en cuenta a los zahiríes. A pesar de esto, los zahiríes eran muy numerosos y algunos de ellos llegaron a ser muy influyentes.
Daud el-Zahiri murió en Bagdad en el 884.
Ibn Hazm (teólogo andalusí fallecido en 1064), fue uno de los representantes más importantes de este madhhab, y fue el autor de al-Muhalla, una obra que se considera un adiwalu al fiqhi dhahiri (el punto de referencia para la escuela zahirí) sobre la jurisprudencia zarihí (fiqh). Los ulemas de las escuelas tradicionales suelen utilizar esta obra como referencia.